# Rhimphoctona maiator
Rhimphoctona maiator är en stekelart som beskrevs av Aubert 1986. Rhimphoctona maiator ingår i släktet Rhimphoctona och familjen brokparasitsteklar. Inga underarter finns listade i Catalogue of Life.